# 源氏物語忍草
『源氏物語忍草』（げんじものがたりしのぶくさ）は、江戸時代に出版された『源氏物語』の梗概書である。1688年の成立。

## 概要
外題は「源氏物語忍草」、内題は「源語忍草」。源氏物語の梗概書であるが連歌師のための書としての側面の強い源氏大鏡や源氏小鏡とも、初学者向けの側面の強い十帖源氏等とも異なった優れた注釈書としての側面も持っており、「源氏物語の平明な入門書として類書を抜く」とまで評され写本として一部の文人たちの間に伝わってはいたものの伝本も少なく知名度も低かったが、約150年後の天保年間に至って版本として刊行されて普及した。

## 著者
本書の著者は江戸前期の俳人・歌学者である北村湖春（幼名は休太郎。名は季順あるいは季重。初号は湖長でありのちに剃髪して「湖春」と改めている。）。湖春は湖月抄の著者である北村季吟の嫡男であるが、同人は父季吟が宝永2年（1705年）に82歳で没したのに先立ち元禄10年（1697年）に53歳で没している。本書は北村湖春によって残されたおそらくは唯一の作品である
。

## 分冊状況
以下のように全5冊からなる。
- 第一冊
第01帖 桐壺・第02帖 帚木・第03帖 空蝉・第04帖 夕顔・第05帖 若紫・第06帖 末摘花・第07帖 紅葉賀・第08帖 花宴・第09帖 葵・第10帖 賢木・第11帖 花散里・第12帖 須磨・第13帖 明石
- 第二冊
第14帖 澪標・第15帖 蓬生・第16帖 関屋・第17帖 絵合・第18帖 松風・第19帖 薄雲・第20帖 朝顔・第21帖 少女・第22帖 玉鬘・第23帖 初音・第24帖 胡蝶・第25帖 蛍・第26帖 常夏・第27帖 篝火・第28帖 野分・第29帖 行幸
- 第三冊
第30帖 藤袴・第31帖 真木柱・第32帖 梅枝・第33帖 藤裏葉・第34帖 若菜上・第35帖 若菜下
- 第四冊
第36帖 柏木・第37帖 横笛・第38帖 鈴虫・第39帖 夕霧・第40帖 御法・第41帖 幻・第42帖 匂宮・第43帖 紅梅・第44帖 竹河・第45帖 橋姫・第46帖 椎本・第47帖 総角
- 第五冊　
第48帖 早蕨・第49帖 宿木・第50帖 東屋・第51帖 浮舟・第52帖 蜻蛉・第53帖 手習・第54帖 夢浮橋

## 伝本
本書には写本と版本とが存在する。

### 写本
本書の写本としては以下のものが確認されている。
- 国立国会図書館蔵本
- 天理図書館蔵本
1冊目には湖月抄と同じような「源氏物語系図」や「巻之次第」を収め、それ以降も各巻の冒頭に岷江入楚と同様な年立を記している。
- 相愛大学春曙文庫蔵本
- 中西健治架蔵満光本
文字が極めて小さく書写されており、1冊本仕立てになっている。
- 龍谷大学図書館蔵本
- 金沢大学図書館蔵本
- 兵庫県立小野高等学校蔵本
- 鶴岡市立図書館蔵本『しのふ草』
- 大洲市立図書館蔵本(矢野玄道文庫)『源氏しのぶ草』
桐壺から松風まで朱による旁書がる。
- 稽古有文館蔵本
- 弘前大学人文学部国文学研究室蔵本『源氏物語忍草』
- 東京大学図書館蔵本
版本を書写したことが明らかである写本である。
- 九州大学図書館蔵本
版本を書写したことが明らかである写本である。
- 東京都立中央図書館蔵本
- 東海大学桃園文庫蔵本
6巻5冊本と1冊本とがある[6]
- 広島大学蔵本
- 内藤家蔵本
- 福井家蔵本

### 版本
本書は、書かれてから約150年経過した天保年間になって版本として刊行された。版本には鍋島司直による天保5年（1834年）日付の序文が付されている。従来版本としての刊行は一回限りであると考えられてきたが、天保8年（1837年）付けの刊記のある版本が発見されたことにより、少なくとも二回は刊行されていることが明らかになっている。

### 影印・翻刻
鶴岡市立図書館蔵本の翻刻
- 中哲裕「鶴岡市立図書館蔵『しのふ草』（上）」『鶴岡工業高等専門学校研究紀要』第10号、鶴岡工業高等専門学校、1976年（昭和51年）7月10日、pp. 1-38。
- 中哲裕「鶴岡市立図書館蔵『しのふ草』（中）」『鶴岡工業高等専門学校研究紀要』第11号、鶴岡工業高等専門学校、1977年（昭和52年）7月25日、pp. 11-46。
- 中哲裕「鶴岡市立図書館蔵『しのふ草』（下）」『鶴岡工業高等専門学校研究紀要』第12号、鶴岡工業高等専門学校、1978年（昭和53年）7月25日、pp. 9-27。

弘前大学人文学部国文学研究室蔵本の翻刻 
- 西沢正二編『早わかり源氏物語忍草』桜楓社、1986年（昭和61年）11月。 ISBN 4-273-02139-0

大洲市立図書館蔵本の翻刻
- 余田充「大洲市立図書館蔵(矢野玄道文庫)『源氏しのぶ草』(1) 」研究紀要『言語文化』編集委員会編『言語文化』第1号、2004年（平成16年）3月、pp. 101-124。
- 余田充「大洲市立図書館蔵(矢野玄道文庫)『源氏しのぶ草』(2) 」研究紀要『言語文化』編集委員会編『言語文化』第2号、2004年（平成16年）12月、pp. 143-161。
- 余田充「大洲市立図書館蔵(矢野玄道文庫)『源氏しのぶ草』(3) 」研究紀要『言語文化』編集委員会編『言語文化』第3号、2005年（平成17年）12月、pp. 69-88。
- 余田充「大洲市立図書館蔵(矢野玄道文庫)『源氏しのぶ草』(4) 」研究紀要『言語文化』編集委員会編『言語文化』第4号、2006年（平成18年）12月、pp. 73-94。
- 中西健治編著『源氏物語忍草の研究 本文・校異編』研究叢書414、和泉書院、2011年（平成23年）1月31日。 ISBN 978-4757605756